# Geurt van Beuningen

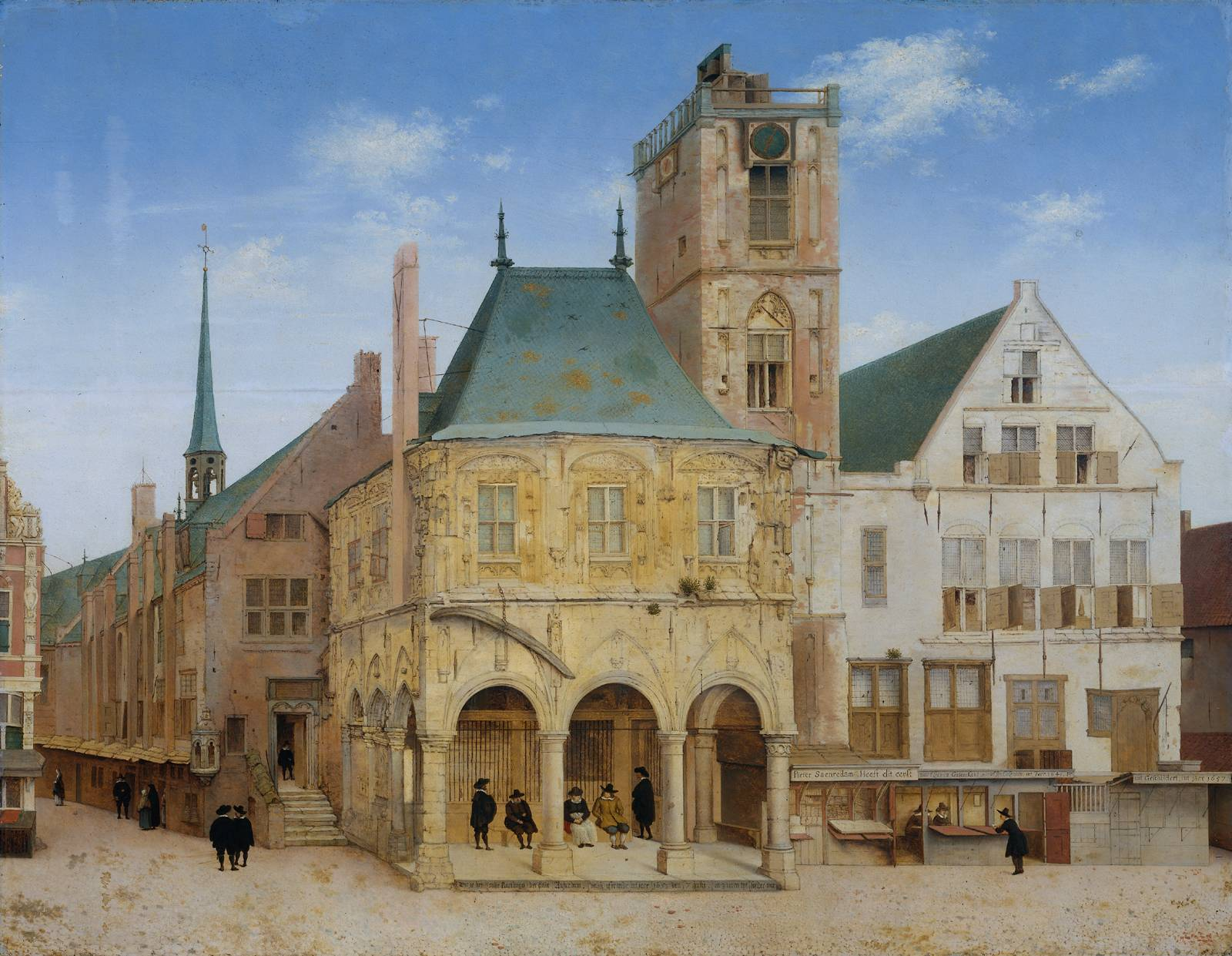
Das alte Stadthaus von Amsterdam, gemalt von Pieter Jansz Saenredam

Geurt van Beuningen (* 1565 in Amsterdam; † November 1633) war ein Amsterdamer Bürgermeister, Verwalter und einer der ersten Teilhaber der Niederländischen Ostindien-Kompanie (VOC).

## Biografie
Geurt van Beuningen entstammte der aristokratischen Familie Van Beuningen. Sein Vater Dirck van Beuningen war ein Käsehändler, sein Onkel Gerrit van Beuningen war ein holländischer Vizeadmiral. Geurt begann gleich seinem Vater mit Molkereiprodukten zu handeln. Im Jahre 1602 wurde er zum größten Teilhaber der neugegründeten VOC. Im Jahre 1623 kaufte er die gesamten Pfefferbestände der VOC, einschließlich der noch auf dem Schiffsweg befindlichen Ladungen. Diese Transaktion erwies sich für ihn als sehr profitabel und wurde später von anderen Kaufleuten wiederholt. 
Van Beuningen zog von der Kalverstraat in die Sint Antoniesbreestraat um, wo er neben Pieter Lastman wohnte, bei dem zu dieser Zeit Rembrandt lernte.  
Religiös stand er auf der remonstrantischen Seite und war im politischen Gefolge von Johan van Oldenbarnevelt zu finden. Die Remonstranten gingen nicht oder wenig in die Kirche, ihre Kinder wurden zu Hause getauft, waren tolerant zu den Katholiken und dem Frieden mit Spanien zugeneigt. 
Geurt van Beuningen war für viele Jahre Mitglied der Amsterdamer Vroedschap und in den Jahren 1627, 1628, 1630 und 1632 Bürgermeister. Van Beuningen hatte mit Amsterdams Regenten Reinier Pauw viele gesellschaftspolitische Probleme auszufechten, denn während er ein Remonstrant und Republikaner war, stand Pauw als Calvinist auf der Seite der oranischen Statthalter.
Geurt van Beuningen ehelichte Eva Appelmann, mit welcher er den Sohn Dirk (1588–1648) hatte. Dieser heiratete Catharina Burgh, die Schwester des Bürgermeisters Albert Burgh. Dirk van Beuningen war als Kornhändler im Handel zwischen dem Großfürstentum Moskau und der Levante tätig. An diesem Handel beteiligte sich auch sein Schwager Reynier Reael. Dirks Sohn war der Diplomat und Regent Coenraad van Beuningen.